# Metlika
Metlika (en allemand : Möttling) est une commune du sud-est de la Slovénie, située tout près de la frontière croate. La ville historique est le chef-lieu de la Carniole-Blanche, réputée pour sa viticulture.

## Géographie
La commune se trouve dans la région de Basse-Carniole, à environ 80 kilomètres au sud-est de la capitale Ljubljana. Avec les communes limitrophes de Semič à l'ouest et de Črnomelj au sud-ouest, elle forme la Carniole-Blanche. Une partie du massif de Gorjanci s'étend sur le territoire de la commune. Au sud-est, la rivière Kolpa constitue la frontière avec la commune de Ribnik en Croatie.

### Villages
Les villages qui composent la commune sont Bereča vas, Boginja vas, Bojanja vas, Boldraž, Boršt, Božakovo, Božič Vrh, Brezovica pri Metliki, Bušinja vas, Dole, Dolnja Lokvica, Dolnje Dobravice, Dolnji Suhor pri Metliki, Drage, Dragomlja vas, Drašiči, Čurile, Geršiči, Gornja Lokvica, Gornje Dobravice, Gornji Suhor pri Metliki, Grabrovec, Gradac, Grm pri Podzemlju, Hrast pri Jugorju, Jugorje pri Metliki, Kamenica, Kapljišče, Klošter, Krasinec, Krašnji Vrh, Krivoglavice, Križevska vas, Krmačina, Mačkovec pri Suhorju, Malo Lešče, Metlika, Mlake, Okljuka, Okno, Otok, Podzemelj, Prilozje, Primostek, Radovica, Radoviči, Radoši, Rakovec, Ravnace, Rosalnice, Sela pri Jugorju, Slamna vas, Svržaki, Škemljevec, Škrilje, Trnovec, Vidošiči, Zemelj, Želebej et Železniki.

## Histoire

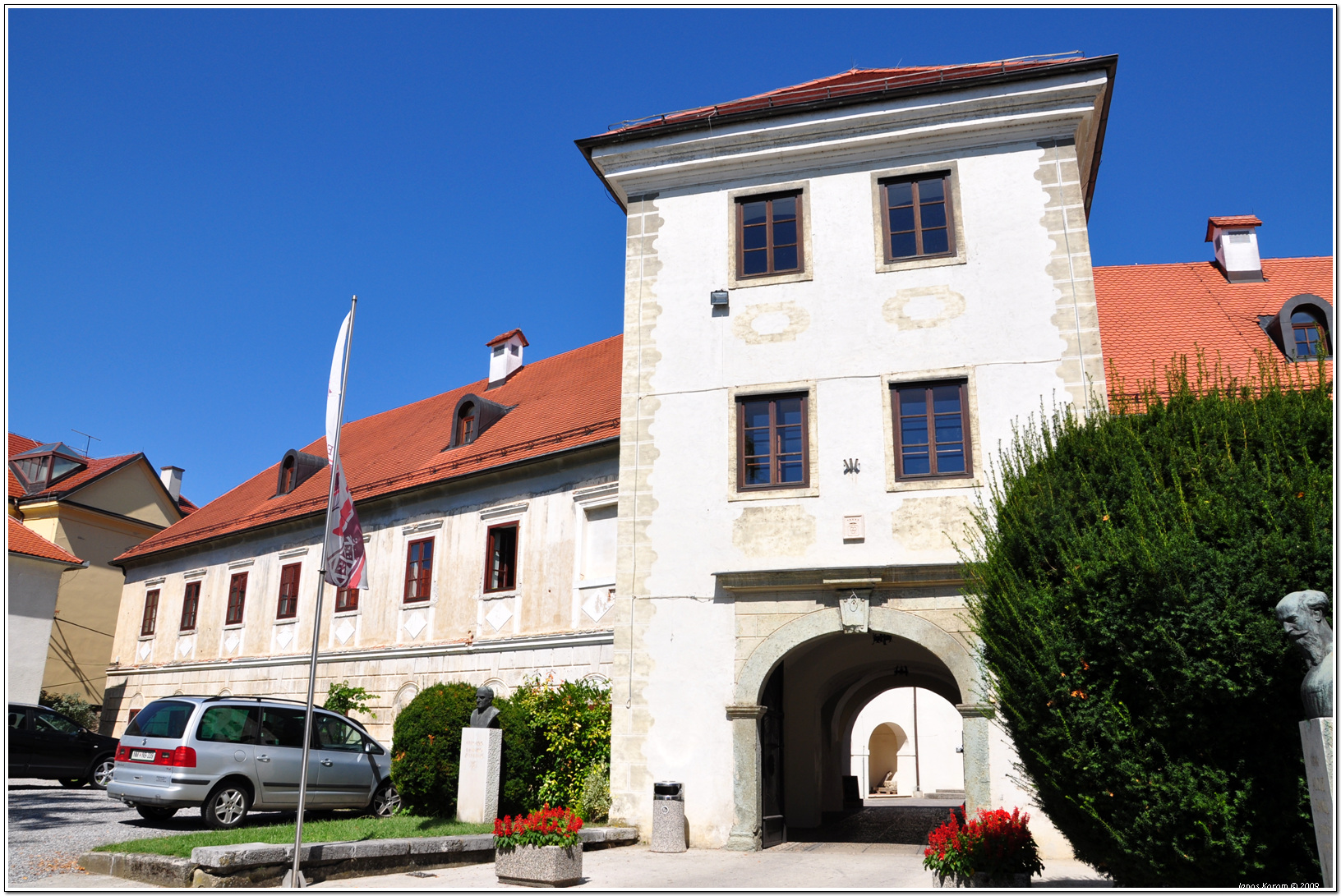
L'entrée du château.

Des découvertes archéologiques dans la région indiquent des habitations déjà à l'époque de la culture de Hallstatt et de La Tène. Au début du XIIIe siècle, les domaines au pied sud du Gorjanci, faisant initialement partie de l'État croate médiéval, revinrent aux seigneurs de la marche de Carniole et le château de Metlika est devenu le centre de la Carniole-Blanche. L'endroit obtint le statut de ville en 1335.
À partir de 1364, Metlika appartenait au duché de Carniole au sein des territoires héréditaires des Habsbourg. La forteresse avait une grande importance pendant les guerres ottomanes aux XVe et XVIe siècles, notamment après le siège de Vienne en 1529, lorsque la région fut dévastée par les Turcs et qu'un grand nombre de personnes a été obligé de fuir les combats. En 1705, un incendie détruisit presque toutes les maisons de la ville.

## Démographie
Entre 1999 et 2021, la population de la commune de Metlika est restée assez stable, aux alentours de 8 000 habitants,.
Évolution démographique
| 1999  | 2000  | 2001  | 2002  | 2003  | 2004  | 2005  | 2006  | 2007  |
| ----- | ----- | ----- | ----- | ----- | ----- | ----- | ----- | ----- |
| 8 215 | 8 252 | 8 287 | 8 303 | 8 342 | 8 395 | 8 425 | 8 455 | 8 439 |
| 2008  | 2009  | 2010  | 2011  | 2012  | 2013  | 2014  | 2015  | 2016  |
| 8 499 | 8 379 | 8 440 | 8 416 | 8 415 | 8 373 | 8 406 | 8 400 | 8 382 |
| 2017  | 2018  | 2019  | 2020  | 2021  |       |       |       |       |
| 8 235 | 8 339 | 8 375 | 8 470 | 8 480 |       |       |       |       |

## Administration

### Jumelages
- Wagna (Autriche), depuis 1969 ;
- Ronchi dei Legionari (Italie).